# Бертран I де Л’Иль-Журден

Графство Л’Иль-Журден (справа) на карте провинции Арманьяк

Бертран I (Bertrand I de l’Isle-Jourdain) (? — ум. между 24.06.1348 и 04.02.1349) — барон, затем первый граф де л’Иль-Журден, французский полководец.
Сын Бернара, барона де Л’Иль-Журдена, и Маргариты де Фуа, дочери Роже-Бернара III, графа Фуа. Родился не ранее 1292 года (его родители поженились 30.11.1291).
В 1327 году устроил брак своей 27-летней племянницы Алиенор де Комменж с 19-летним графом Фуа Гастоном II, который тоже приходился ему племянником.
В 1338—1339 г. участвовал в Гасконской кампании чешского короля Яна Люксембургского; капитан Сент-Фуа и Мон-Руайяля, имел под началом 2 рыцарей-банеретов, 7 рыцарей-башелье, 6 оруженосцев-банеретов, 275 простых оруженосцев, 400 пеших сержантов и одного конного менестреля.
С 24 января по 1 июля 1339 г. в его отряде 5 банеретов, 5 башелье, 243 оруженосца, 4 конных менестреля и 500 сержантов.
В январе 1339 г. по вызову Филиппа VI прибыл в Париж на военный совет. Летом 1339 г участвовал в попытке захватить Бордо. Летом 1340 г. успешно оборонял от англичан город Кондом и прилежащий район.
После заключения Эсплешенского перемирия (25.09.1340) назначен верховным капитаном Гаскони с зоной ответственности по левую сторону от Гаронны. В 1341—1342 гг. воевал в Гаскони. В мае 1342 г. король Филипп VI назначил Бертрану 500 ливров ренты и передал ему замки, которые были отбиты у англичан при его личном участии: Вианн, Ла-Мот, Донезан, Вильфранш и Кэрон. Его сеньория Иль-Журден возводилась в ранг графства.
Летом 1342 г. вместе с Жаном де Мариньи, епископом Бове, вёл военную кампанию в Аженэ. В 1343 г. назначен королевским капитаном в Перигоре, Лимузене и Сентонже.
Летом и осенью 1345 г. вместе с Луи де Пуатье, графом Валентинуа, руководил операциями против англичан. Командовал обороной Бержерака, но 26 августа 1345 года был вынужден оставить город после того, как его начали штурмовать со стороны моря, где не было укреплений. В битве при Обероше (21.10.1345) был тяжело ранен и попал в плен. Освободился за выкуп в конце следующего года.
В октябре 1347 года Филипп VI передал сыну Бертрана I де Л’Иль-Журдена сеньорию Кастельсагра (Castelsagrat), однако уже в следующем году её завоевали англичане.
С декабря 1347 г. королевский наместник в Лангедоке.
Умер между 24.06.1348 и 04.02.1349.
С 1328 г. состоял в браке с Изабеллой де Леви (ум. не ранее 1363), дочерью Эсташа де Леви, сеньора Флоранзака и Сессака. Сын:
- Жан Журден I (ум. 1365), граф де л’Иль-Журден.